# Calliaspis surinamensis
Calliaspis surinamensis es un coleóptero de la familia Chrysomelidae.
Fue descrita científicamente por primera vez en 2000 por Borowiec.